# Suwallia tsudai
Suwallia tsudai är en bäcksländeart som först beskrevs av Kawai 1967.  Suwallia tsudai ingår i släktet Suwallia och familjen blekbäcksländor. Inga underarter finns listade i Catalogue of Life.